# Frailea cataphracta
Frailea cataphracta (укр. Фрайлея катафракта, Фрайлея панцирна) — сукулентна рослина з роду фрайлея родини кактусових.

## Опис

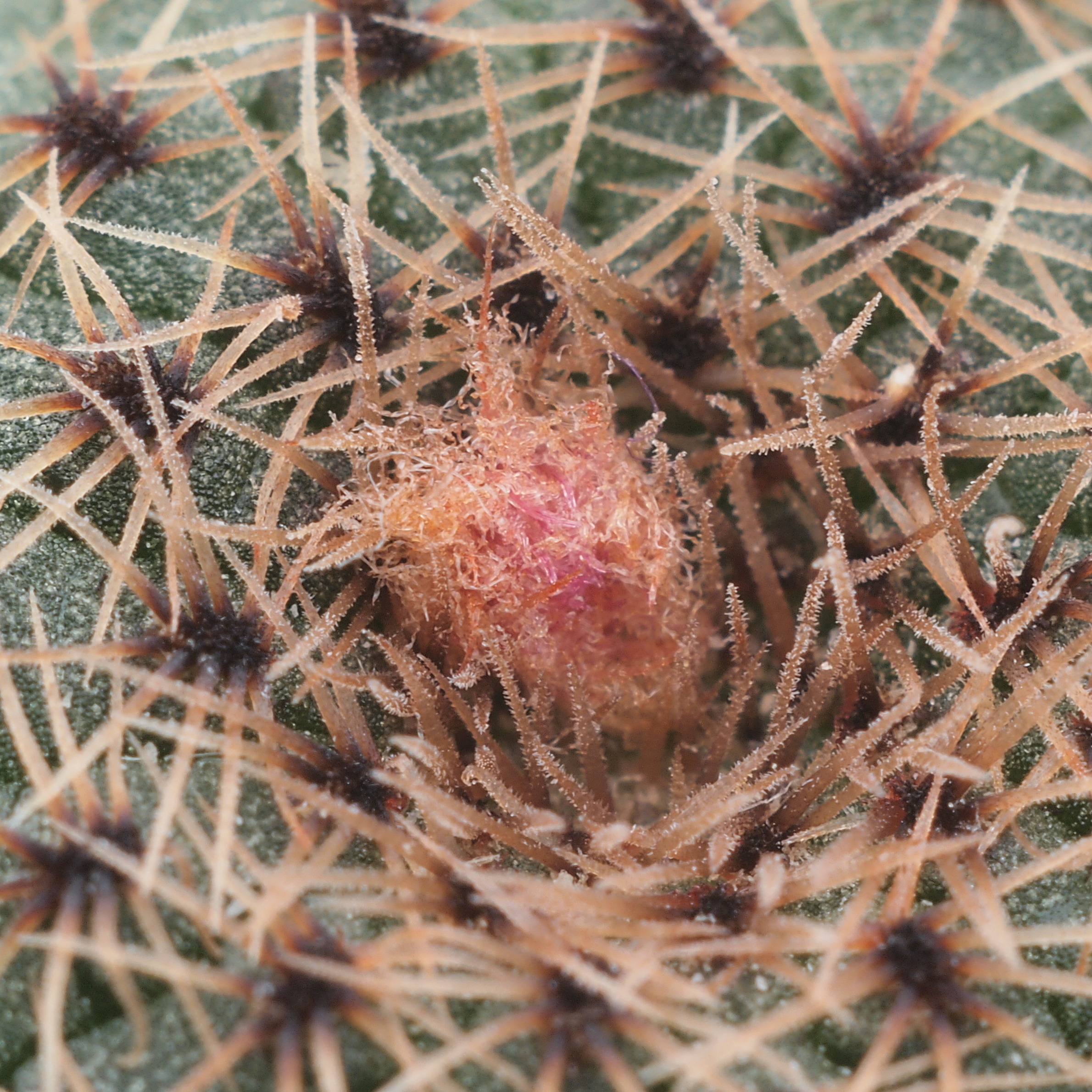
Верхівка Frailea cataphracta

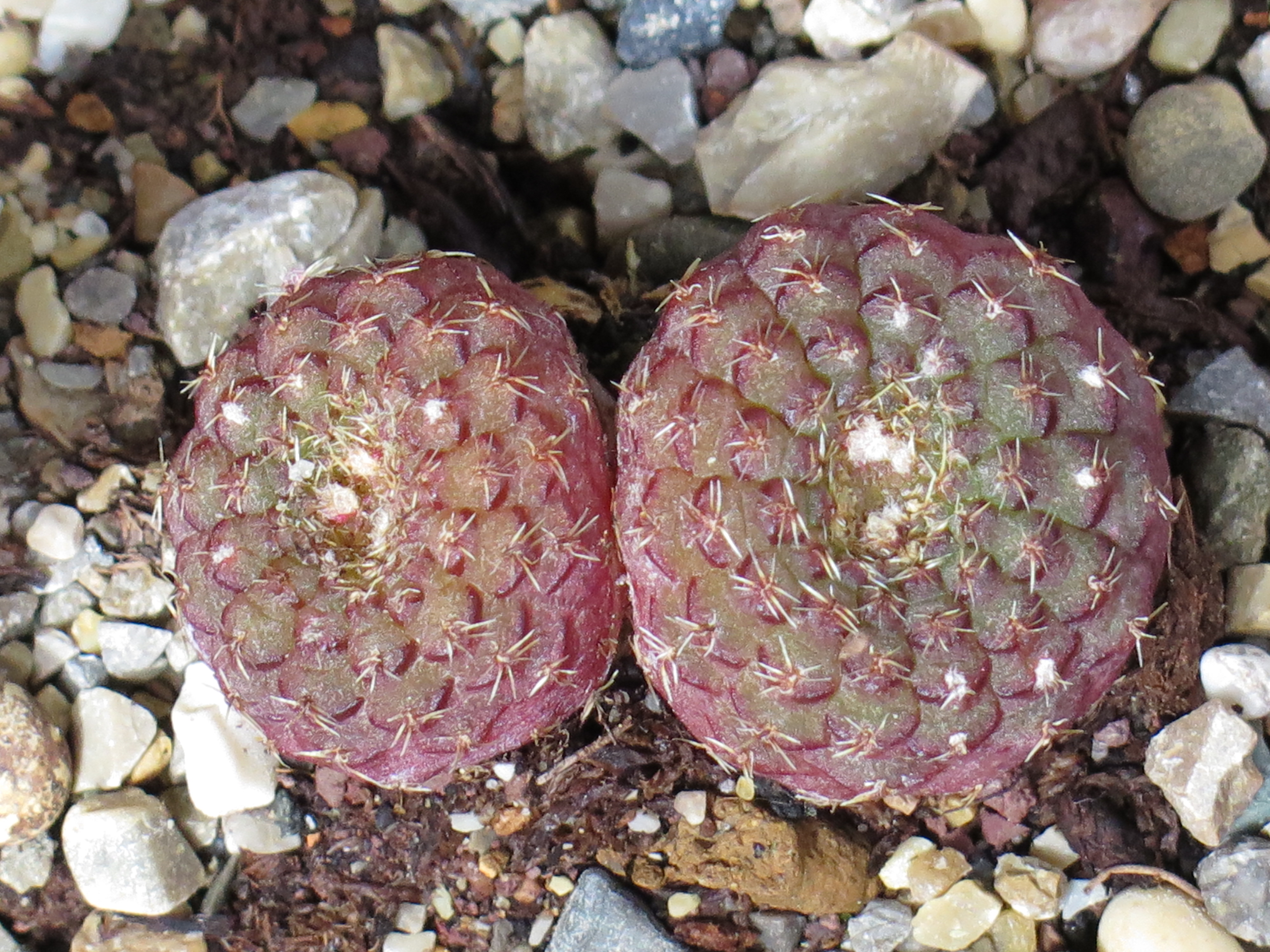

Приплюснуто-куляста рослина до 4 см в діаметрі. Зелене стебло на світлі набуває фіолетово-синього відтінку. Росте переважно поодиноко, з віком може давати відростки. На плоских бугорочках в невеликих ареолах розташовані по п'ять невеликих (до 2 мм завдовжки), тоненьких, прилеглих до стебла і спрямованих вниз колючок. Молоді колючки золотисто-жовтого забарвлення. На поверхні стебла під ареолами помітні червоно-коричневі до фіолетових серпоподібні плями. Квітки завдовжки близько 4 см, зовні зеленувато-жовті, всередині світло-жовті. У невеликих, покритих світло-коричневими волосками плодах знаходяться блискуче темно-коричневе насіння кожне до 2 мм завдовжки.

## Розповсюдження, екологія та чисельність
Ареал розповсюдження — Болівія, Бразилія (штати Мату-Гросу-ду-Сул і Ріо-Гранде-ду-Сул), Парагвай. У Бразилії вид зустрічається на висоті до 100 м над рівнем моря. Ці кактуси ростуть на скелястих відслоненнях і кам'янистих полях у пампі — середовищі проживання, яке має дуже високий потенціал того, що буде використовуватися для сільського господарства.
Дуже мало відомо про стан популяцій і загрози Frailea cataphracta в Парагваї, де цей вид відомий лише в одному місці. У бразильській частині її ареалу, субпопуляції знижуються через антропогенний вплив. Крім того, цей вид ніде не охороняється. Враховуючи перечислені фактори та ареал, який оцінюється у 22 000 км², цей вид занесений до категорії «Види, близькі до загрозливого стану» Червоного Списку Міжнародного Союзу Охорони Природи. Основні загрози: витоптування великою рогатою худобою, сільське господарство, лісівництво (евкаліптові плантації), інвазивні трави і пожежі.